# Aleksandrów Kujawski
Aleksandrów Kujawski est une ville polonaise de 12 376 habitants située à 20 kilomètres au sud-est de Toruń. Elle occupe une surface de 7 km2. Elle est située dans la voïvodie de Cujavie-Poméranie.

## Jumelages
- Ivančice (Tchéquie)
- Valka (Lettonie)